# Fekete bors
A fekete bors (Piper nigrum) a trópusokon őshonos cserje, mely fürtökben hozza csonthéjas termését. Az egyik legismertebb és legkeresettebb fűszer. Amikor a cserje kifejlődött, de még éretlen állapotban van, leszüretelik a szemeit, melyeket hosszan, napon szárítanak ki. Így nyerik el sötét vagy fekete színüket. A fekete bors a legcsípősebb borsfajta; a paprika után a magyar konyha legnagyobb mennyiségben használt fűszere. Egészben, frissen, durvára törve vagy őrölve használjuk.

## Származása, elterjedése
Hátsó-Indiából származik. Már az ókori népeknek is kedvelt fűszere volt. A honfoglaló magyarok is ismerték, de hazánkban csak a középkorban kezdett elterjedni a királyi és főúri konyhákban. Ma az egész világon ismert és sokat használt fűszer.
Róma ünnepelt írója, az idősb Plinius nem kedvelte, de nemtetszése dacára a bors hamarosan India és Róma kereskedelmének legfontosabb tételévé vált. 408-ban a várost megostromló I. Alarik nyugati gót király az arany, az ezüst és a textíliák mellett borsot kért hadisarc gyanánt.
A középkorban, amikor kereskedelme megnehezült, értéke elérte az aranyét, és ennek megfelelően a pénzt helyettesítő fizetőeszköznek is használták. A 13–14. században a földesurak gyakran borsban kérték bérlőiktől a bérleti díjat. Kereskedelme jelentős szerepet játszott Velence és Genova felvirágzásában.
Az Oszmán Birodalom visszaszorulásával kereskedelme újra könnyebb lett, az ár zuhantával fogyasztása és termesztése is felfutott; a világtermelés a 20. század utolsó negyedére elérte az évi 100 000 tonnát.

## Megjelenése, felépítése, életmódja
Több tucat méter hosszúra megnövő folyondár, amely eredeti termőhelyén az őserdei fák törzsére kúszik fel, hogy több fényhez jusson. Az ültetvényeken a jobb szedhetőség érdekében alacsony fákra futtatják.
Apró virágai karcsú füzérbe tömörülnek; ebből fejlődik a termések korallgyöngyre emlékeztető lánca. 

## Termése

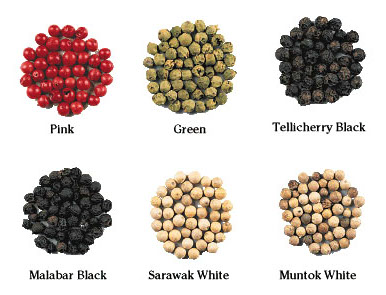
Különféle bors magok

A fekete, zöld, rózsaszínű és a fehér bors ugyanazon a növényen terem. A fűszerbogyók színe attól függ, hogy mennyire éretten szedték le őket. Ennek megfelelően különböző az ízük, és különböző a fűszer feldolgozásának módszere is.

### Fekete bors
A fekete borsot érés előtt szüretelik, mikor a füzérek sárgulni kezdenek, éjszakára állni hagyják, ezalatt megindul bennük a fermentáció. Később lehetőleg egyenletes hőmérsékleten szárítják, ami alatt a külső rész megfeketedik, összezsugorodik. Innen a borsszemek jellegzetes külseje.

### Fehér bors
Drágább a fekete borsnál, ezért sok a hamisítás-trükközés (például vegyi úton kifehérítik a fekete borsot). Az igazi fehér borshoz a teljesen érett borsszemet kell betakarítani, amikor már vörösessé válik. Ilyenkor sokkal nagyobb a veszteség, mint a feketénél (a madarak lecsipkedik, sok szem már szüret előtt romlásnak indul), és maga a technológia is bonyolultabb: a szemeket 8-10 napra folyóvízben áztatják, és miután a külső „gyümölcshús” meglazul, azt kíméletesen eltávolítják a fehér magról. A minőséget a gyors és teljes száradás határozza meg.

### Zöld bors
A huszadik század szülötte. Tulajdonképpen éretlen borsszem, amelyben a feketedést okozó enzimeket „megölik” (vízben főzik vagy sós lébe áztatják a borsot). Gyakran liofilizálják, illetve a sós-ecetes lében forgalmazzák. Bizonyos helyeken kapható friss zöld bors is; ennek az íze friss-gyümölcsös, fanyar-érdekes.

### Piros bors
Igazi különlegesség (nem összetévesztendő a rózsaborssal, ami a nem igazi borsok közé tartozik). A már érett borsszemeket szüretelik le, majd leggyakrabban sós-ecetes lében forgalmazzák. Újabban szárított formában is megjelent a piacon. A sajátos szárítási eljárásról azonban a gyártók ma sem nyilatkoznak szívesen; a lényeg az, hogy a szárítás során a „gyümölcshús” nem esik le a szemekről, s megőrzi piros színét.

### Cubebe bors
Az egyik legritkább borsfajta. Elsősorban Jáváról és Szumátráról származik. Parányi „farka” miatt szokták „farkas” vagy „száras” borsnak is nevezni. Aromája olyan, mintha a fekete bors és a szegfűbors keveréke lenne.

### Hosszú bors
Valójában ez az a fajta, amit Európában talán a legrégebben ismerünk. Az ókori rómaiak nagyrészt ezt használták „piper” néven. Kalandorok és kereskedők hozták a manapság Indonéziához tartozó Banda-szigetről. Bár háromszor annyiba került, mint a kerek szemű fekete bors, nagy volt a keletje. Ugyanis sajátos édeskés aromája van: emlékeztet a fahéjra, a szerecsendió-virágra, a tömjénre. Igen magas arányban tartalmaz éteri olajokat, használatával vigyázni kell, mert lényegesen erősebb, mint az egyszeri bors. Ne próbálkozzunk az őrlésével, szívósan ellenáll. Mozsárban kell törni.

## Felhasználása
Csípősségének köszönhetően  alkalmas gulyások, pácok, húsok ízesítésére, a húsleves nélkülözhetetlen fűszere. Használható gyümölcsök, édességek ízesítésére is.
A borsot egészben, finomra őrölve vagy durvára darálva használják ételek pikáns fűszerezésére. Az egészben hagyott borsszemek levegőtől elzárva hűvös és száraz helyen tárolva bármeddig eltarthatók; megőrzik aromájukat. Egész borsot akkor teszünk az ételbe, ha azt sokáig kell főzni: van idő arra, hogy íze, aromája az ételbe kerüljön.
A legtöbbször őrölt borssal ízesítünk különféle ételeket. Minél finomabbra daráljuk a borsot, annál jobban érezhető az aromája. Ha tároljuk, az őrölt bors apránként veszít aromájából, ezért a legjobb, ha csak használat előtt daráljuk meg, vagy a borsdarálóból közvetlenül szórjuk az ételre.
Sötét színű ételekhez az erősebb, illatosabb fekete bors, világos ételekhez az enyhébb fehér bors illik.
A zöld bors tiszta aromájával igen kellemes ízt ad az ételnek.
A borsnak nemcsak ízesítő, de étvágygerjesztő hatása is van, azonban a fűszerezésnél ügyelni kell, mert izgathatja az emésztőrendszert. Ezért minden változatával óvatosan kell bánni; sok diétában tilos is (ilyenkor borsikafűvel helyettesíthetjük). A csípős fűszerek többségéhez hasonlóan élénkítőszer is; emellett vizelet- és szélhajtó. Ízületi gyulladás gyógyítására is használják.

## Hatóanyagok

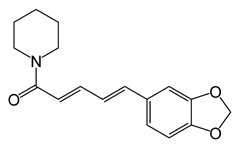
piperin

A bors illóolajat, karicint, piperidin és piperin alkaloidákat tartalmaz, melyekből jellegzetes illata és csípős íze származik. A  terpének közül pinén, szabinén, limonén, kariofillén, és linalool található benne.